# Господарський суд Київської області
Господа́рський суд Ки́ївської о́бласті — місцевий спеціалізований господарський суд першої інстанції загальної юрисдикції, розташований в місті Києві, юрисдикція якого поширюється на Київську область (без міста Києва).

## Компетенція
Місцевий господарський суд керуються при здійсненні судочинства Господарським процесуальним кодексом України. Він розглядає господарські справи, тобто ті, що виникають у зв'язку із здійсненням господарської діяльності юридичними особами та фізичними особами-підприємцями. Це, зокрема, справи про стягнення заборгованості за договорами, про чинність договорів, про відшкодування шкоди, про банкрутство, про захист права власності, корпоративні спори та ін.
Господарський суд розглядає справу, як правило, за місцезнаходженням відповідача, тобто якщо офіційна адреса відповідача зареєстрована на території юрисдикції цього суду.

## Розташування

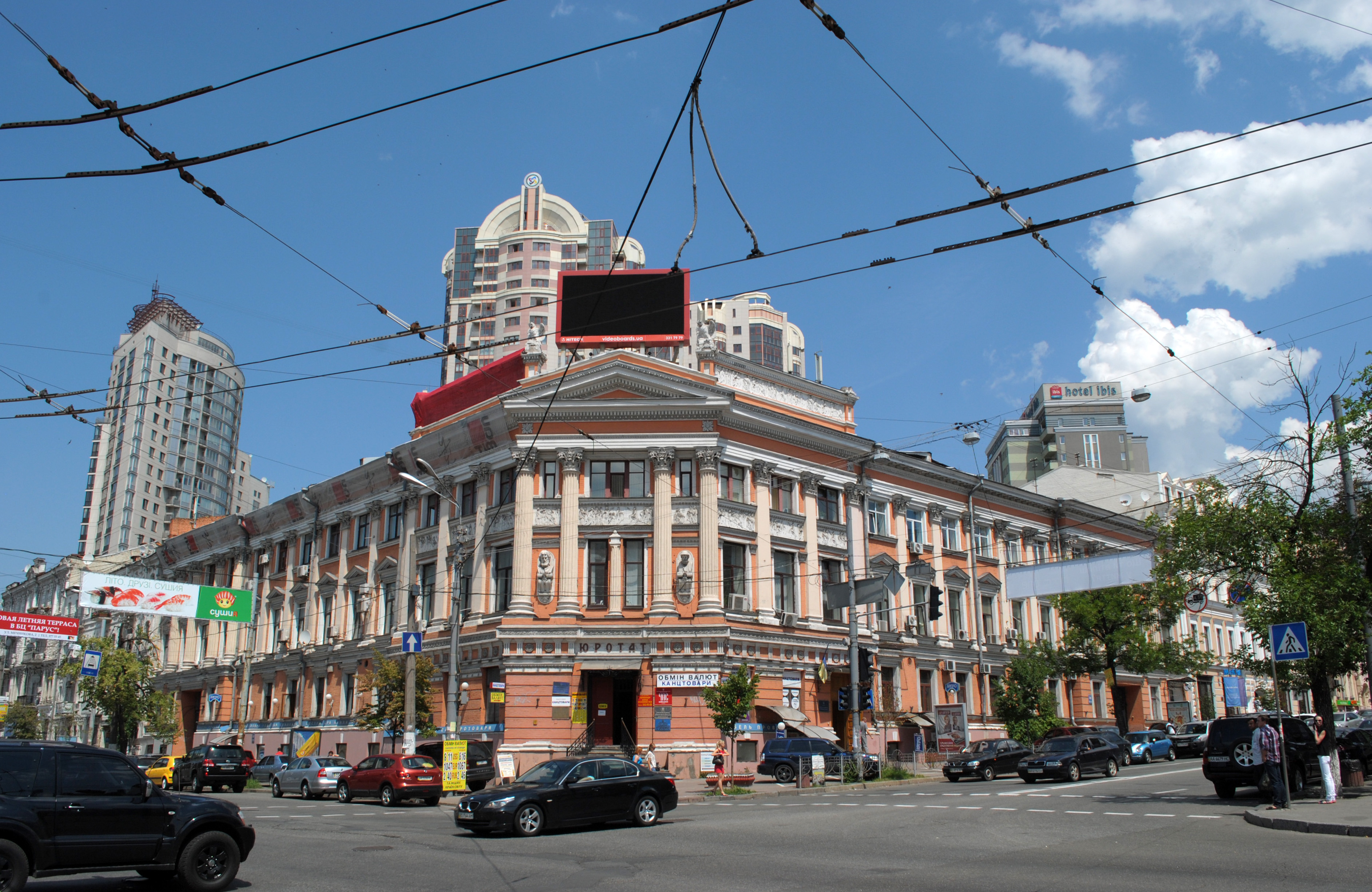
Господарський суд Київської області

Адреса суду — 01032, м. Київ, вул. Симона Петлюри (колишня вул. Комінтерну), 16/108.
Будівля суду розташована на розі вулиці Симона Петлюри та вулиці Саксаганського. Суд розташований в одному кварталі від бульвару Шевченка та Галицької площі. Найближчі станції метро — Університет та Вокзальна.

## Історія
Сьогодні Господарський суд Київської області забезпечує дотримання прав та інтересів суб’єктів господарських правовідносин в Україні, укріплення верховенства права, зміцнення законності в державі.
Становлення Господарського суду Київської області, історія якого простежується з 1932 року, є невід’ємною складовою процесу становлення, еволюції та розвитку системи господарського судочинства в державі.
На початку свого історичного розвитку економічне судочинство не було чітко структурованою системою з власною визначеною підсудністю та підвідомчістю справ, а виконувало допоміжні функції для задоволення існуючої потреби вирішення економічних спорів у містах, які завдяки своєму географічному розташуванню мали розвинуту промисловість та торгівлю.
Розвиток торговельно-економічних відносин потребував врегулювання спорів, що виникали між їх суб’єктами. До одних з перших згадок про арбітражні суди у сучасному розумінні на території України відносять заснування комерційного суду в м. Одесі у 1807 році. Ініціаторами заснування вказаного суду у 1805 році виступили добре обізнані на правилах торгівлі та місцевих звичаях одеські купці, які взяли за основу систему комерційних судів Франції. Перший Статут комерційного суду для міста Одеси був підписаний 10 березня 1808 року Імператором Російської імперії Олександром І.
Подальший етап в історії арбітражного судочинства розпочався підписанням 14 травня 1832 року Імператором Російської імперії Миколою І Указу про створення комерційних судів з особливою компетенцією «Височайше затверджене Заснування комерційних судів і Статут їх судочинства», які розглядали торговельні і вексельні справи, справи про неспроможність. З цим актом пов’язується початок створення системи господарських судів у сучасному їх розумінні.
На початку ХХ століття комерційний суд в м. Одесі працював на підставі «Статуту судочинства торгового» 1903 року, який базувався на «Височайше затверджене Заснування комерційних судів і Статут їх судочинства» 1832 року.
22 листопада 1917 року Декретом РНК № 1 «Про суд» комерційні суди були ліквідовані, проте альтернативи комерційним судам не створювалось, що пов’язувалось, в першу чергу, з націоналізацією приватних підприємств та недопущенням Декретом РНК № 2 від 07 березня 1918 року позовів між казенними установами.
Господарською реформою наприкінці 1921 року впроваджується комерційний розрахунок, підприємствам надається певна оперативна й майнова самостійність, взаємовідносини між підприємствами та іншими господарськими організаціями починають базуватися на договірних засадах, набувають розвитку товарно-грошові відносини, що зумовило потребу у створенні спеціальних органів для врегулювання спорів в даній сфері відносин, якими стали арбітражні комісії. Так, 21 листопада 1922 року Постановою Ради Народних комісарів УСРР затверджено «Положення про порядок вирішення майнових спорів між державними установами та підприємствами», якою організовані Вища арбітражна комісія та арбітражні комісії при обласних нарадах.
Постановою Всеукраїнського Центрального Виконавчого Комітету (ВУЦВК) та Ради Народних Комісарів (РНК) УСРР від 25 лютого 1931 року арбітражні комісії були скасовані і 5 червня 1931 року створено Державний арбітраж при Раді Народних Комісарів УСРР і міжрайонні органи державного арбітражу в містах Харків, Київ, Одеса, Дніпропетровськ і Сталіно на підставі Постанови ВУЦВК та РНК УСРР «Про державний арбітраж в УСРР».
Перші відомості про створення державного арбітражу у Київській області пов’язуються з постановою IV позачергової сесії ВУЦВК ХІІ скликання від 9 лютого 1932 року, якою в Україні було утворено п’ять областей: Харківську, Київську, Вінницьку, Дніпропетровську та Одеську. У 1932 році в зв’язку з утворенням областей утворено державний арбітраж при обласних виконавчих (організаційних) комітетах у складі державних арбітрів при обласних виконавчих (організаційних) комітетах. Міжрайонні органи держарбітражу було ліквідовано. Діяльність арбітражу регулювалась положеннями «Про державний арбітраж» від 03 травня 1931 року, а в наступному - положенням від 30 травня 1945 року.
Відповідно до Постанови Ради Міністрів УРСР «Про затвердження структури і штатів управління Міністерства юстиції УРСР при облвиконкомах» від 20 травня 1953 року Держарбітраж передали в систему Міністерства юстиції УРСР. Його основним завданням був розгляд спорів, що виникали в зв’язку з укладенням господарських договорів щодо постачання продукції.
В наступному Постановою Ради Міністрів УРСР від 25 червня 1954 року, яка базувалась на Постанові Ради Міністрів СРСР від 10 червня 1954 року, Київський облдержарбітраж був виділений з Київського облуправління Міністерства юстиції та знову підпорядкований виконкому Київської облради депутатів трудящих.
Відповідно до архівних відомостей (наказ № 8 від 18.02.1957 року) в 1957 році Державний арбітраж при виконкомі Київської облради депутатів трудящих розташовувався за адресою: м. Київ, вул. Володимирська, 15.
В Державному архіві Київської області зберігається наказ Держарбітражу при виконкомі Київської облради № 20 від 22 квітня 1957 року в якому зазначено, що «Постановою Правління УРСР держарбітраж при виконкомі Київської облради депутатів трудящих був перетворений в систему Міністерства юстиції УРСР та підпорядкований громадському управлінню Міністерства юстиції по Київській області».
Значний внесок у розвиток арбітражної системи внесли державні арбітри, багато з яких пройшли всі етапи реформування арбітражної системи. Так, згідно з Рішенням виконкому Київської облради депутатів трудящих від 12 березня 1958 року з 13 березня 1958 року до виконання обов’язків Головного арбітра Держарбітражу при Київському облвиконкомі приступив Побірченко Ігор Гаврилович, який багато років свого життя присвятив державному арбітражу та підготував цілу плеяду науковців в даній сфері.
В період 1960 – 1963 рр. в держарбітражі при виконкомі Київської облради трудящих працювали державні арбітри: Самойлова І.К., Керножицький І.М., Заруденко Н.М., Матвєєв Ю.Г., Гуляницький Н.І., Волкова О.І., Бойко Р.М.
Постановою Ради Міністрів УРСР «Про реорганізацію державних арбітражів при виконавчих комітетах обласних (промислових) Рад депутатів» від 28 серпня 1963 року з 1 січня 1964 року було утворено міжобласні державні арбітражі.
Київський, Житомирський, Черкаський та Чернігівський обласні державні арбітражі з 01 січня 1964 року були реорганізовані в міжобласний Державний арбітраж при виконкомі Київської обласної промислової Ради депутатів трудящих, та у такий спосіб було створено Київський міжобласний державний арбітраж. Наказом від 02 січня 1964 року державними арбітрами були призначені: Керножицький І.М.; Волкова О.І.; Бойко Р.М., Самойлова І.К., Заруденко Н.М.; Матвєєв Ю.Г.; Биков А.Д.; Усенко М.І., Цихоцька С.М.
Головним арбітром Київського обласного Держарбітражу з серпня 1965 року став Селезньов Олексій Кузьмович, який пропрацював на даній посаді до 1985 року та вніс значний внесок у розвиток державного арбітражу.
2 жовтня 1965 року було прийнято Закон СРСР «Про зміну системи органів управління промисловістю і перетворення деяких інших органів державного управління», який передбачав перехід до галузевого принципу управління, централізації системи народного господарства, що разом вимагало зміцнення планової і договірної дисципліни, посилення захисту прав підприємств, що у свою чергу посилювало роль та вимагало зміни самої системи держарбітражу.
Розширення прав та можливостей підприємств в межах економічної реформи, розпочатої у 1965 році, викликало збільшення звернень до суду та потребу у вдосконаленні існуючих процедур розгляду спорів, посилення захисту прав підприємств, уніфікованої практики правозастосування, в зв’язку з чим Постановою Ради Міністрів СРСР від 17 січня 1974 року були внесені істотні зміни в організаційну структуру арбітражу, його завдання і функції.
В 1976 році, відповідно до Постанови Ради Міністрів УРСР «Про створення державного арбітражу при виконавчому комітеті Київської міської Ради депутатів трудящих» від 9 вересня 1976 року в структурі обласного державного арбітражу відбулось розмежування, а саме: облдержарбітраж було розділено на обласний державний арбітраж та держарбітраж при Київському міськвиконкомі. У вересні 1976 року Київська обласна рада депутатів трудящих затвердила штатний розпис державного арбітражу при облвиконкомі у складі головного арбітра, двох державних арбітрів, двох консультантів та друкарки.
Конституція СРСР 1977 року стала відправною точкою нового етапу розвитку держарбітражу - арбітраж було визнано конституційним органом, який вирішував господарські спори між підприємствами, установами і організаціями та 30 листопада 1979 року було прийнято Закон СРСР «Про державний арбітраж СРСР» покликаний підвищити та зміцнити статус державного органу по розгляду господарських спорів.
18 лютого 1987 року Указом Президії Верховної Ради СРСР «Про внесення змін і доповнень у законодавство Союзу РСР про Держарбітраж» Держарбітраж зазнав кардинальних змін. Так, Держарбітраж при Раді Міністрів СРСР було перетворено у Держарбітраж СРСР, а держарбітражі при Раді Міністрів республік – у державні арбітражі республік, держарбітражі місцевих органів управління – у державні арбітражі областей, міст.
Кінець 80-х років ХХ століття характеризується послабленням тотального державного регулювання, що сприяло появі суб’єктів господарювання різних форм власності, а отже, поступовому розвитку ринкових відносин, економіки, - час вимагав докорінних змін системи держарбітражу, в першу чергу його завдань і функції. Назріла потреба у спеціальному органі – органі правосуддя в сфері питань підприємництва, комерційних, торговельних відносин, де нагальним питанням постала необхідність вирішення конфліктів між суб’єктами господарювання.
Новим та доленосним етапом господарського судочинства стало прийняття Закону України «Про арбітражний суд» від 04 червня 1991 року, який уперше започаткував здійснення правосуддя в господарських відносинах незалежною ланкою судової влади в Україні - спеціалізованими судовими установами, а також прийняття 06 листопада 1991 року Арбітражного процесуального кодексу України, яким запроваджувалася нова процедура захисту прав та інтересів учасників господарських правовідносин.
Зокрема, відповідно до статті 5 Закону УРСР «Про арбітражний суд» в Україні розпочали діяльність арбітражний суд Кримської Автономної Радянської Соціалістичної Республіки, арбітражні суди областей, міст Києва та Севастополя, що становили єдину систему арбітражних судів, яку очолив Вищий арбітражний суд Української РСР. Цим же Законом держарбітраж Київської області реорганізовано в Арбітражний суд Київської області. Невдовзі було затверджено тимчасовий штатний розпис працівників Арбітражного суду Київської області на період з 1 вересня 1991 року до 31 грудня 1991 року, яким в суді передбачалося 30 штатних одиниць. Кількість працівників суду на той час становила 19 осіб, з них суддівський склад – 7 осіб, а також 6 спеціалістів та 6 працівників, віднесених до інших категорій.
10 лютого 1993 року після набрання чинності Законом України «Про статус суддів» всі арбітри отримали статус суддів.
На виконання постанови Верховної Ради України «Про забезпечення діяльності судів» від 24 лютого 1994 року та статті 34 Закону України «Про арбітражний суд» в Арбітражному суді Київської області було створено 4 спеціалізованих сектори з розгляду арбітражних справ.
На початку січня 1997 року в структурі Арбітражного суду Київської області було утворено 11 секторів по вирішенню господарських спорів, а також 5 самостійних структурних підрозділів для забезпечення діяльності суду. У 1998 році було введено 12-й сектор по судовому розгляду господарських спорів.
З прийняттям Закону України «Про внесення змін до Закону України «Про арбітражний суд» від 21 червня 2001 року відбулися суттєві зміни в арбітражно-судовій системі, які торкнулись як судоустрою (в т.ч. запроваджено триланкову систему судів) так і судочинства. Поняття «арбітражний» було замінено словом «господарський», а правосуддя відтепер здійснювали господарські суди. Указом Президента України «Про утворення апеляційних господарських судів та затвердження мережі господарських судів України» від 11 липня 2001 року реформовано арбітражний суд Київської області у Господарський суд Київської області, а також було визначено кількісний склад суддів Господарського суду Київської області у кількості 19 суддів.

Вагомий вклад в становлення і зміцнення Господарського суду Київської області, в забезпечення роботи суду здійснили в різні часи його керівники.
У березні 1985 року рішенням Київського облвиконкому головним державним арбітром області призначено суддю Стахурського Миколу Феодосійовича. З 1991-го по 1992 рік він був головним арбітром Арбітражного суду Київської області, а з 1992 року – по серпень 2004 року він очолював Арбітражний (з 2001 року - Господарський) суд Київської області.
З листопада 2004 року по 16 квітня 2018 року Господарський суд Київської області очолював Грєхов Анатолій Станіславович, який Указом Президента України від 19 листопада 2004 року був призначений на посаду голови Господарського суду Київської області, 06 вересня 2010 року – рішенням Вищої ради юстиції, а 14 квітня 2014 року, 15 квітня 2015 року, 28 лютого 2017 року, - був обраний на посаду голови суду рішеннями зборів суддів Господарського суду Київської області.
Указом Президента України від 12 червня 1996 року на посаду заступника голови Арбітражного суду Київської області був призначений Короткевич Олександр Євгенович, яку він обіймав по 08 квітня 2008 року.
Указом Президента України від 29 грудня 1998 року першим заступником голови Арбітражного суду Київської області було призначено Кравчука Геннадія Анатолійовича, який обіймав дану посаду по 07 лютого 2005 року.
Указом Президента України від 29 листопада 2005 року на посаду заступника голови Господарського суду Київської області було призначено Сухового Валерія Григоровича, яку він обіймав по 10 березня 2010 року.
29 травня 2009 року рішенням Ради суддів України на посаду заступника голови Господарського суду Київської області було призначено суддю Кошика Андрія Юрійовича, яку він обіймав по 29 травня 2012 року.
22 листопада 2010 року рішенням Вищої ради юстиції на посаду заступника голови Господарського суду Київської області було призначено суддю Карпечкіна Тараса Петровича, яку він обіймав по 10 квітня 2014 року.
14 квітня 2014 року рішенням зборів суддів Господарського суду Київської області на посаду заступника голови суду було обрано суддю Горбасенка Павла Володимировича, який обіймав дану посаду по 22 січня 2015 року.
28 квітня 2014 року рішенням зборів суддів Господарського суду Київської області на посаду заступника голови суду було обрано суддю Ярему Валерія Анатолійовича, який обіймав дану посаду по 28 квітня 2015 року.
02 лютого 2016 року рішенням зборів суддів Господарського суду Київської області на посаду заступника голови Господарського суду Київської області обрано суддю Подоляка Юрія Володимировича, на яку його було вдруге обрано рішенням зборів суддів Господарського суду Київської області від 31 січня 2018 року.
27 лютого 2020 року рішенням зборів суддів Господарського суду Київської області на посаду голови Господарського суду Київської області обрано суддю Горбасенка Павла Володимировича, на яку його вдруге обрано рішенням зборів суддів Господарського суду Київської області від 02 березня 2023 року, та який докладає максимальних зусиль для забезпечення ефективного функціонування суду.
11 червня 2021 року рішенням зборів суддів Господарського суду Київської області на посаду заступника голови Господарського суду Київської області обрано суддю Щоткіна Олега Віталійовича, на яку його вдруге обрано рішенням зборів суддів Господарського суду Київської області від 17 червня 2024 року.
З лютого 2012 року керівником апарату Господарського суду Київської області є Кармазін Андрій Ігорович. На сьогоднішній день в суді працює 102 працівника апарату суду, організаційне забезпечення діяльності Господарського суду Київської області здійснює апарат суду, у структурі якого функціонують 8 відділів.
В Господарському суді Київської області на цей час працює 27 високопрофесійних суддів у складі 2 колегій з розгляду різних категорій господарських справ.
Значна частина суддів Господарського суду Київської області поряд із суддівською діяльністю приділяють багато уваги науковій і викладацькій роботі та здобули наукові ступені доктора філософії (кандидата юридичних наук), зокрема судді: Бацуца Віталій Михайлович, Горбасенко Павло Володимирович, Грабець Світлана Юріївна, Гребенюк Тетяна Дмитрівна, Колесник Роман Миколайович, Лопатін Антон Володимирович, Лутак Тетяна Василівна, Наріжний Сергій Юрійович; Скутельник Павло Федорович, Сокуренко Лариса Віталіївна, Черногуз Андрій Федорович, Ярема Валерій Анатолійович.
Сьогодні кожен суддя Господарського суду Київської області здійснює свій внесок у розбудову правової держави шляхом судового захисту прав та законних інтересів учасників правовідносин, справедливого, об’єктивного розгляду спорів, чим робить власний професійний вклад в укріплення верховенства права, зміцнення законності, підвищення авторитету судової влади.

## Керівництво
| Посада                | ПІБ                            |
| --------------------- | ------------------------------ |
| Голова суду           | Горбасенко Павло Володимирович |
| Заступник Голови суду | Щоткін Олег Віталійович        |